# ヤナ・ノボトナ
ヤナ・ノボトナ（Jana Novotná, 1968年10月2日 - 2017年11月19日）は、チェコスロバキア・ブルノ出身の元女子プロテニス選手。1998年のウィンブルドン選手権女子シングルス優勝者である。サービス・アンド・ボレーのプレースタイルを得意とした選手で、ネット・プレーと片手打ちのバックハンド・スライスも得意であった。自己最高ランキングはシングルス2位、ダブルス1位。WTAツアー通算でシングルス24勝、ダブルス76勝を挙げた。

## 経歴
1987年にプロ入り。1991年の全豪オープンで女子シングルス準優勝。この時の決勝戦では当時17歳の新星モニカ・セレシュに 7-5, 3-6, 1-6 で逆転負けしている。それからウィンブルドン選手権で、1993年と1997年の2度準優勝に甘んじた。とりわけ1993年の決勝戦では、最終第3セットでシュテフィ・グラフを 4-1 まで追い詰めながらも、ここから優勝を意識し始めてプレーが硬くなり、意外なミスを連発してグラフに5ゲームを連取されて大逆転負けを喫した試合が長い間語り草になっていた。（グラフの最終スコア：7-6, 1-6, 6-4）「勝負所での精神的な弱さが課題」と言われ続けたノボトナは、1997年の決勝では当時16歳9ヶ月のマルチナ・ヒンギスに 6-2, 3-6, 3-6 で敗れている。しかし1998年に“3度目の正直”で宿願を果たし、フランスのナタリー・トージアに 6-4, 7-6 のストレート勝ちを収めてウィンブルドン優勝者になった。
ノボトナはダブルスの名手としても知られ、様々な選手たちとペアを組んで、すべての4大大会でダブルスのタイトルを獲得した。1989年から1990年にかけては同じチェコスロバキアのヘレナ・スコバとペアを組み、1990年のシーズンは4大大会女子ダブルスに3連勝しながらも、全米オープン女子ダブルス決勝でジジ・フェルナンデスとマルチナ・ナブラチロワの組に敗れ、同一ペアによる女子ダブルスの年間グランドスラムを逃したことがある。1994年から1995年にかけては、スペインのアランチャ・サンチェス・ビカリオがダブルスのパートナーだった。1998年にはマルチナ・ヒンギスとペアを組み、全仏オープンから全米オープンまで4大大会女子ダブルス3連勝を達成した。（ヒンギスはこの年、全豪オープンだけはパートナーがミリヤナ・ルチッチだった。ヒンギスは1998年度の「ダブルス年間グランドスラム」が成立する。）
ノボトナはオリンピックのテニス競技にも、1988年ソウル五輪・1992年バルセロナ五輪・1996年アトランタ五輪の3度出場した。ノボトナとヘレナ・スコバは、ソウル五輪とアトランタ五輪で2個の女子ダブルス銀メダルを獲得している。1988年ソウル五輪は、オリンピックにプロテニス選手の出場を認めた歴史的な大会である。ノボトナとスコバは、女子ダブルス決勝でアメリカ代表のジーナ・ガリソン＆パム・シュライバー組に 6-4, 2-6, 8-10 で敗れ、テニス女子ダブルスの「復活金メダル」を逃した。1988年と1992年、彼女は「チェコスロバキア」のオリンピック代表選手であったが、1993年にチェコスロバキアが解体して「チェコ共和国」と「スロバキア共和国」に分かれる。チェコスロバキア解体後、ノボトナはチェコの代表選手として1996年のアトランタ五輪に出場し、女子ダブルス銀メダルと女子シングルスの銅メダルを獲得した。
ノボトナは1999年の全米オープン3回戦でアンケ・フーバーに敗れた後、この年限りでの現役引退を表明した。同世代に当たるシュテフィ・グラフも少し前の8月13日に現役引退を表明したので、女子テニス界は2人のベテラン選手のトップを相次いで失うことになった。2005年7月9日に国際テニス殿堂入りを果たしている。2017年11月19日、2010年から患っていた乳癌との長い闘病生活の末、家族に見守られながらチェコの自宅で死去。49歳没。

## 4大大会ダブルス優勝
- 全豪オープン　女子ダブルス：2勝（1990年・1995年）／混合ダブルス：2勝（1988年・1989年）
- 全仏オープン　女子ダブルス：3勝（1990年・1991年・1998年）
- ウィンブルドン　女子シングルス：1勝（1998年）／女子ダブルス：4勝（1989年・1990年・1995年・1998年）／混合ダブルス：1勝（1989年）
- 全米オープン　女子ダブルス：3勝（1994年・1997年・1998年）／混合ダブルス：1勝（1988年）